# ソルト・ウォーター・タフィー
ソルト・ウォーター・タフィー（The Salt Water Taffy）はアメリカ合衆国ニューヨークのソフトロック/サンシャイン・ポップ、バブルガム・ポップグループ。

## 概要
ソルトウォータータフィーの中心メンバーは、ロッド・マクブライエン、ジョニー・ジアメッタ、フィル・ジアランターノ、キャシー・ウェインバーグ、ジャニー・ブラナンの5人であった。このグループの共同作曲家であり、プロデューサーでもあるマクブリエンが、彼らのリーダーであった。彼は、ニューヨークのロングアイランドに近いアミティヴィルで育った。高校時代に初めて曲を書いてレコーディングし、トルネードというバンドの前座を務め、R&Mレコードにシングルを録音したことがある。まもなく、そのグループはブリル・ビルディングのドアを叩き、マネージャーのJim Gribbleは彼らの新しいデモを聞いて気に入り、レコーディングとマネージメント契約を結んだ。彼らのアルバムは、当時ジョージ・ゴールドナーの新レーベルであったダウン・レコードからリリースされた。一方、マクブライエンはロングアイランドのウルトラソニック・レコーディング・スタジオでオーディオ・エンジニアの見習いとなり、そこでジョージ・"シャドウ"・モートンに出会い、シャングリラスの「Leader of the Pack」のエンジニアリングを担当することになった。また、ヴァレイズのメンバーにもなり、後にルーレット・レコードのスタジオに移り、ソングライターのテッド・ダリルに出会った。ヴァレイズでの活動のほか、カジュアリーズやイースタン・シーンというグループでも活動した。ルーレットから、マクブライエンはブリルビルディングの地下にあったローリーレコードの所有するスタジオ、アレグロに移った。
マクブライエンは東海岸の音楽シーンでソングライター（実際、ホリーズのために数曲書いている）、プロデューサーとして活動を続け、ダリルとマクブライエンのコラボ曲「Let's Be More Than Friends Tonight」（もともとはダリルがラヴィン・スプーンフルのために書いた）を録音したスタジオグループPebbles & Shellsのプロデューサーとなった。マクブライエンはこの曲のためにシンガーのジョニー・ジアメッタを呼び寄せ、すぐに2人は親友となり、作曲のパートナーにもなった。あまりの仲の良さに、"バディ・プラン "で一緒に沿岸警備隊の予備役に入隊したこともあった。マクブライエンとジアメッタは、ヴァレイズのフィル・ジャランターノとともに、マクブライエンが "白人版フィフス・ディメンション "と呼ぶものを作ろうと決心した。この3人がソルト・ウォーター・タフィーを設立し、ジャニー・ブラナン（フロリダ州タラハシー出身）とキャシー・ワインバーグ（OK州ポンドクリーク出身）という2人の女性をグループに加えた。彼らはプロのスタジオシンガーで、スタジオワークを求めてニューヨークに移住したところだったのである。この頃、バブルガムのヒット曲がチャート入りし始めると、ジアメッタとマクブライエンは腰を据えて "Finders Keepers "を書き上げた。彼らは、イーストマン音楽院を卒業したばかりのメコ・モナルドにデモのアレンジを依頼した（モナルドは、後にスター・ウォーズのテーマ曲をディスコ調にアレンジして大ヒットさせた人物である）。マクブライエンはその結果をブッダ・レコードの副社長兼GMのNeil Bogartに聞かせたところ、新しいリードシンガーでこの曲を再レコーディングするよう依頼され、次にマクブライエンはTommy Piccardo（別名Tommy West）を連れてきてリードシンガーとしてこの曲に参加した。
ブッダ・レコードのボガードはこの時の曲を気に入り、ウエストとは二度と仕事をしないまでも、マクブリエンにボーカル・グループを育てる機会を与え続けた（彼は後にパートリッジ・ファミリーのヒット曲を書き、ジム・クロースをプロデュースし、テリー・キャッシュマンと組んでブキャナン兄弟となる）。その後、トム・ブラノン、サム・ダレシオ、サラ・デイリー、オサ・ダナム、テリー・スタリングス、ボビー・ジェイコブソン、メリー・ルー・ギルバート・スコット、ボブ・ウェイト、アル・メッセンジャーなど様々なスタジオ歌手がソルトウォータータフィのメンバーに入退団したが、ジャランターノとワインバーグはグループ存続中に唯一ソルト・ウォーター・タフィのオリジナルメンバーだった（彼らは恋に落ち、後に結婚している）。アルバム『Finders Keepers』を1枚リリースした後、ブッダ・レコードは最終的にグループへの関心を失ってしまう。その後、マクブライエンは彼らをユナイテッド・アーティスツに移籍させ、「サマータイム・ガール」をリリースするが、これは後にメトロメディアから再リリースされる。ソルト・ウォーター・タフィーが解散した後、マクブライエンは1970年代に自分の会社を設立し、それ以来、広告用の音楽を作曲、制作し、数々のクリオ賞を受賞している。ジアメッタは保険業のキャリアで成功した。他のメンバーは、主に地元の教会で歌い続けている。

## ディスコグラフィー
『Finders Keepers』（1968）
Side A
1. Finders Keepers
Written-By – John Giametta, Rod McBrien 2:42
2. Whence I Make Thee Mine
Written-by – P. Anders*, R. Cordell*, V. Poncia 2:06
3. The Girl Is Broke
Written-By – Marty Gino, Rod McBrien 2:34
4. I'll Always Be True To You
Written-By – J. Giametta*, R. Whitelaw*, R. McBrien* 2:08
5. He's Still In My Heart
Written-By – John Giametta, Rod McBrien 2:45
6. You Baby
Written-By – B. Mann-C. Weil*, P. Spector* 2:50

Side B
1. Sticks & Stones
Written-By – John Giametta, Rod McBrien 2:26
2. Something To Live For
Written-By – John Giametta, Rod McBrien 2:28
3. Suddenly I See
Written-By – John Giametta, Rod McBrien 2:24
4. Love Don't Keep Me Waiting
Written-By – John Giametta, Rod McBrien 1:57
5. He'll Pay
Written-By – John Giametta, Rod McBrien 2:45
6. I'll Get Along Somehow
Written-By – John Giametta, Rod McBrien 2:16